# Rita Zanata
Rita de Cássia Peres Teixeira Zanata (Porto Ferreira, 22 de abril de 1960) é uma ex-voleibolista brasileira medalhista de bronze nos Jogos Pan-Americanos de 1979 atuando pela Seleção Brasileira. Também envolveu-se em atividade política e exerceu o cargo de prefeita. Atualmente mora em Portugal e exerce o cargo de corretora de imóveis.

## Carreira
Rita nasceu em Porto Ferreira, interior de São Paulo  e é reconhecida como a maior representante da cidade no cenário do voleibol. Com apenas 15 anos  participa dos VI Jogos Regionais, sediados na cidade de São Carlos.
No ano de 1976 ingressa para extinta C. M. E. de Porto Ferreira, depois passa a defender as cores do Guarani Futebol Clube no mesmo ano. Recebeu convocação em 1977 a 1979 para seleção paulista, em Brasília e Maceió; já para a seleção brasileira  foi convocada de 1978 a 1984 Defendeu outros clubes como o Botafogo Ribeirão Preto, Pirelli/Santo André.
Disputou  torneios em vários países sul-americanos e europeus, em seu acervo   estão dezenas de troféus, medalhas, títulos e homenagens de Honra ao Mérito, da Presidência da República e do Governo de São Paulo
Esteve presente em sua primeira participação em Pan de 1979 na cidade de San Juan-Porto Rico, sob comando do técnico Enio Figueiredo, conquistando a medalha de bronze, importante resultado em sua carreira de atleta.
Em 1980 compos a seleção brasileira na grande equipe que representou o país na Olimpíada de Moscou, jogando ao lado de: Ivonete das Neves Denise Mattioli, Eliana Aleixo,  Fernanda Emerick,   Jacqueline Silva, Lenice Peluso,  Isabel Salgado, Dôra Castanheira, Ana Paula Mello, Regina Villela e Vera Mossa, terminando apenas na sétima posição.
Pela seleção brasileira é convocada  novamente pelo técnico Enio Figueiredo, cujo assistente técnico da época era Radamés Lattari,  para disputar sua segunda edição dos Jogos Pan-Americanos de 1983  sediado em Caracas, que consegue chegar juntamente com a valorosa equipe se classificar para semifinais, mas infelizmente são derrotadas novamente  EUA por 3x0 (15-8, 15-8 e 15-10) e na disputa pelo bronze sofre nova derrota para seleção peruana, as rivais sul-americanas, por 3x1 (15-10, 15-9, 9-15 e 15-8).
Formou-se professora e lecionava no ensino médico quando foi convidada pelo PSDB para ingressar na política sendo vice-prefeita em Santa Cruz das Palmeiras; e nas últimas eleições de 2012 foi eleita prefeita desta cidade onde residia até então.
Em 2019, Rita mudou-se junto com o marido para Braga em Portugal, para ficar mais próxima dos filhos e netos. Nos dias atuais, Rita trabalha como corretora de imóveis em uma unidade da imobiliária RE/MAX. 

## Vida pessoal
Desde 1985, Rita é casada com Gerson Guilherme Zanata, com quem teve 2 filhos chamados Tatiana e Guilherme.

## Clubes
| Clube                   | País   | De   | Até |
| Guarani                 | Brasil | 1976 | ?   |
| Botafogo Ribeirão Preto | Brasil | ?    | ?   |
| Pirelli/Santo André     | Brasil | ?    | ?   |

## Títulos e Resultados
- 1983 - 4.º Lugar nos Jogos Pan-Americanos (Caracas,  Venezuela)[2]
- 1980 - 7.º Lugar  nos Jogos Olímpicos de verão ( Moscou,  Rússia)[3]

## Premiações individuais
- Homenagem de Honra ao Mérito  da Presidência da República [1]
- Homenagem de Honra ao Mérito  do Governo de São Paulo[1]